# Янко Калинчев
Янко Калинчев (на македонска литературна норма: Јанко Калинчев) е спортен деец и северномакедонски активист в Австралия.

## Биография
Янко Калинчев е роден на 18 август 1935 година в леринското село Вощарани, Гърция. Баща му Благоя Калинчев е партизанин от ЕЛАС и ДАГ, а майка му Магда Киркова е от Забърдени. По време на Гръцката гражданска война през 1948 година е прехвърлен в Югославия като дете бежанец, основно и средно образование завършва в Скопие, а в Белград завършва Факултет за физическо възпитание. През 1969 година заминава за Австралия, където работи като учител по физическо възпитание и същевременно е треньор на футболния отбор Македония, Престън. Участва в съботни училища за изучаване на английски език и македонска норма. Членува в северномакедонската православна община „Свети Георги“ в Епинг. Организира дни на македонската култура през 1972-1973 година, но със смяната на югославския консул Цветан Николовски това събитие престава да се провежда. Председател е на сдружението на децата бежанци от Егейска Македония в Мелбърн, формирано от 110 членове през 2000 година. На 12 декември 2016 година е отличен от Световния македонски конгрес. Умира на 2 май 2019 година в Мелбърн.